# Black Horse Inn
Das Black Horse Inn, auch bekannt als Sampson & The Lion, ist eine unter Denkmalschutz stehende Gaststätte im Springfield Township, Montgomery County, Pennsylvania, Vereinigte Staaten.

## Geschichte
Der ursprüngliche Teil des im Federal Style gestalteten zweieinhalbstöckigen Gebäudes wurde im Jahr 1744 durch Abraham Wakerly errichtet. 1833 folgte durch Jacob Meninger ein Ausbau des Hauses im Norden mit einer Höhe von drei Stockwerken. Zwischen 1880 und 1913 wurden weitere Anbauten auf der Rückseite des Black Horse Inn durch die Familie McCloskey umgesetzt, die die Gaststätte seit 1880 betreibt.
Das Haus wurde am 5. Juli 2005 als Baudenkmal in das National Register of Historic Places aufgenommen.